# Über des Herrn Gefängnis
Über des Herrn Gefängnis ist ein Sonett von Andreas Gryphius. Es wurde erstmals 1637 im polnischen Lissa gedruckt, eines der 31 Lissaer Sonette, der ersten Sonettsammlung des Dichters. Es ist dort das zweite der fünf geistlichen Sonette, die die Sammlung eröffnen, nach „An GOTT den Heiligen Geist“ und vor „An den am Creutz auffgehenckten Heyland“.

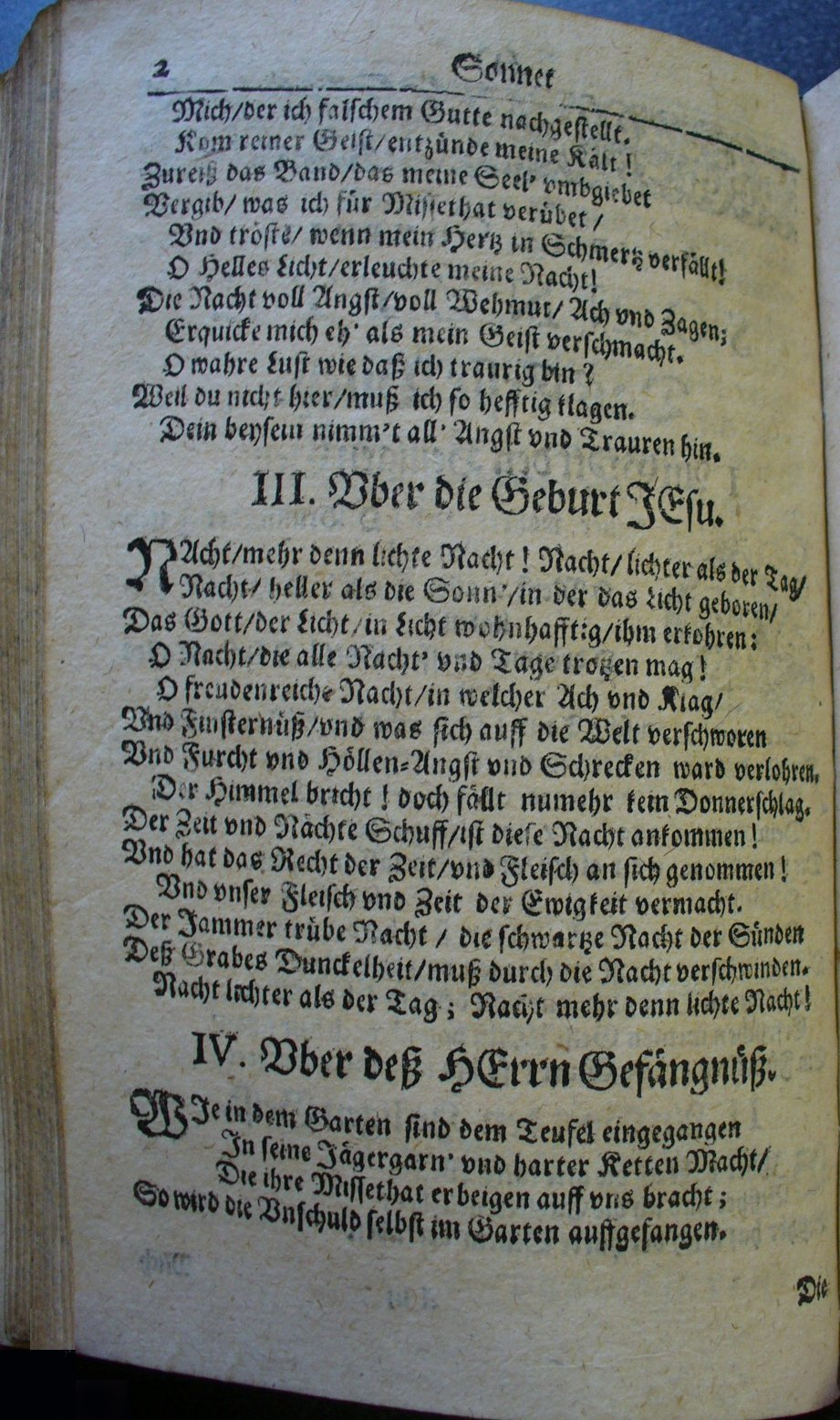
Druck in der Auflage von 1657

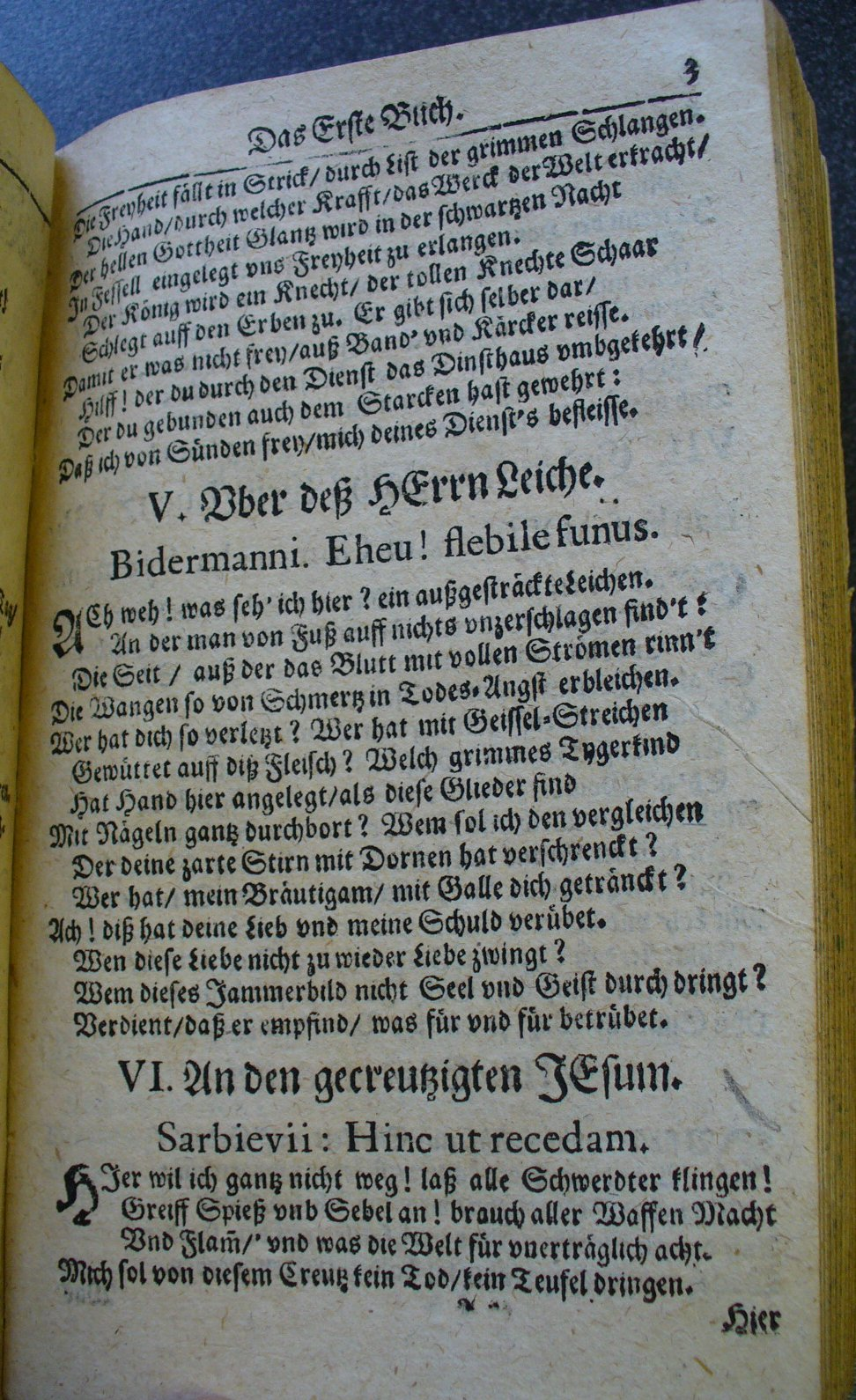
Druck in der Auflage von 1657

## Entstehung und Überlieferung
Gryphius hat die Lissaer Sonette ab 1634 in Danzig während des Besuchs des dortigen Akademischen Gymnasiums und anschließend auf dem Gut seines Gönners Georg Schönborner (1579–1637) in der Nähe des niederschlesischen Freystadt geschrieben. Er hat später immer wieder an ihnen gefeilt. So ist „Über des Herrn Gefängnis“ zu seinen Lebzeiten zu vier weiteren Auflagen gekommen, stark überarbeitet 1643 und seitdem das vierte der geistlichen Sonette, nach „Über die Geburt Jesu“ und vor „Über des Herrn Leiche“, weniger verändert 1650, in der ersten autorisierten Gesamtausgabe der Werke 1657 und der Ausgabe letzter Hand 1663. Die Lissaer Fassung hat zunächst Victor Manheimer 1904 neu gedruckt, dann 1963 Marian Szyrocki in einer von ihm und Hugh Powell verantworteten Gesamtausgabe der deutschsprachigen Werke, die 1663er Fassung 2012 Thomas Borgstedt. Aus Szyrockis und Borgstedts Ausgaben stammen die folgenden Texte.

## Text
Vber des HERREN JEsu Gefängnüß. (1637)

GLeich wie im Garten sind dem Teuffel eingegangen /

Ins auffgestalte Netz / gantz blind vnd vnbedacht /

Die Ihre Missethat han auff vns erblich bracht /

So wird im Garten auch / doch ohne Schuld gefangen /

Der vnser Laster=Straff an seinen Halß gehangen /

Die Hãd / durch welcher Krafft das Weltgebäw gemacht /

Der hellẽ Gottheit Glantz wird in der schwartzen Nacht

In Fässel eingelegt; so wolte mit vns prangen

Der Fünsternüssen Printz; alßbald der matte Geist

Wär durch des Todes Hand hin auß dem Leib geweist /

Wenn nicht durch Christi Band Ihm seine Band zurissen.

Hättstu dich nicht zum Knecht für mich mein Hertz gemacht;

Vnd deine Freyheit nichts für meine Seel geacht;

So must ich ewig sein ins Dienst=Hauß eingeschmissen;
Vber des HErrn Gefängnüß. (1663)

WIe in dem Garten sind dem Teufel eingegangen

In seine Jägergarn’ und harter Ketten Macht /

Die ihre Missethat erbeigen auff uns bracht;

So wird die Vnschuld selbst im Garten auffgefangen.

Die Freyheit fällt in Strick / durch List der grimmen Schlangen.

Die Hand / durch welcher Krafft / das Werck der Welt erkracht /

Der hellen Gottheit Glantz wird in der schwartzen Nacht

In Fessel eingelegt uns Freyheit zu erlangen.

Der König wird ein Knecht / der tollen Knechte Schaar

Schlägt auff den Erben zu. Er gibt sich selbsr dar /

Damit er was nicht frey / aus Band’ und Kärcker reisse.

Hilff / der du durch den Dinst das Dinsthauß umbgekehrt /

Der du gebunden auch dem Starcken hast gewehrt:

Daß ich von Sünden frey / mich deines Dinst’s befleisse.

## Interpretation

### Form
Das Gedicht ist wie alle Lissaer Sonette in Alexandrinern geschrieben, 1637 mit dem ungewöhnlichen Reimschema ABBA ABBA für die Quartette und CCD BBD für die Terzette, 1663 mit dem konventionellen Reimschema ABBA ABBA für die Quartette und CCD EED für die Terzette. Die Verse mit den „A“- und „D“-Reimen sind dreizehnsilbig, die Reime weiblich, die Verse mit den „B“-, „C“- und „E“-Reimen sind zwölfsilbig, daher hier entsprechend den Ausgaben von Szyrocki und Borgstedt eingerückt, die Reime männlich. Die Unschärfe der Gliederung durch das Übernahme des Quartettreims „B“ ins erste Terzett in der 1637er Fassung mag ein Grund für die tiefgreifende Überarbeitung 1643 gewesen sein.
Die Deutung geht von der 1663er Fassung aus.

### Die Strophen
Im ersten Quartett wird dem „Garten“ des Paradieses (Vers 1) der „Garten“ Getsemani (Vers 4) gegenübergestellt. Im Paradies gerieten Adam und Eva ins „Jägergarn’“ des Teufels, in dessen Abhängigkeit, und brachten
durch „ihre Missethat erbeigen auff uns“ die Erbsünde. In Getsemani wurde Jesus, „die Vnschuld selbst“, gefangen, wie das Johannesevangelium nach der Lutherbibel von 1545 berichtet: „DA Jhesus solches geredt hatte / gieng er hinaus mit seinen Jüngern vber den bach Kidron / da war ein Garte / dar ein gieng Jhesus vnd seine Jünger <...> Dje schar aber vnd der oberheubtman / vnd die Diener der Jüden namen Jhesum / vnd bunden jn.“ Mit dem Hinweis auf den Garten „stellt Gryphius mehrfachen Bezug her: Schuld des Menschen – Unschuld Christi; Selbstverschulden – Gefangennahme durch Verrat; Erbsünde als ein In Ketten-Legen – Ketten Christi ohne Sünde; Sündhaftigkeit der Welt – Erlösungstat Christi, die mit der Gefangennahme eingeleitet wird“. Scharf markiert das Wort „Garten“ am Anfang und am Ende die Gegenüberstellung.
Im zweiten Quartett werden Struktur und Inhalt des ersten weitergeführt und gesteigert. Die gliedernde Rolle von „Garten“ übernimmt jetzt das Wort „Freyheit“ in Vers 5 und Vers 8. Schon dadurch kommt früh ein positiver Ton in das Gedicht – 1637 trat „Freyheit“ erst in Vers 13 auf. Die Fülle der Antithesen entspricht der Theologie der Passion, in der der Sohn Gottes zugleich allmächtig ist und sich Gefängnis, Marter und Tod unterwirft: „Freyheit“ – „strick“, „Der hellen Gottheit Glantz“ – „der schwartzen Nacht“, „Fessel“ – „Freyheit“. Sind im ersten Quartett drei Verse (1 bis 3) dem  Sündenfall und ein Vers (4) dem Geschehen in Getsemani gewidmet, so im zweiten Quartett umgekehrt ein Vers (5) dem Sündenfall, drei Verse (6 bis 8) dem Erlösungsgeschehen.
Das erste Terzett pointiert antithetisch „Der König wird ein Knecht“. Er macht sich zum „Erben“ (Vers 10) dessen, was „erbeigen auff uns“ (Vers 3) lastet, um uns die „Freyheit“ (Vers 5 und 8) zu erwerben, uns „frey“ (Vers 11) zu machen. Mit „der tollen Knechte Schaar“, die „auff den Erben zu“ schlägt, spielt Gryphius auf das Gleichnis von den bösen Weingärtnern an, vom „Hausvater / der pflantzet einen Weinberg“, zur Erntezeit seine Knechte schickt, die Früchte zu holen, von der Tötung der Knechte und am Ende gar des Sohnes des Hausvaters: „Da aber die Weingartner den Son sahen / sprachen sie vnternander / Das ist der Erbe / kompt / Lasst vns jn tödten / vnd sein Erbgut an vns bringen. Vnd sie namen jn / vnd stiessen jn zum Weinberge hinaus / vnd tödten jn“. Das Gleichnis ist eine Leidensvorhersage Jesu. „Das heilsgeschichtlich unzweifelhaft reale Geschehen wird  also mit Hilfe eines innerbiblisch der literarisch-fiktionalen Gattung  ‚Gleichnis‘ zugeordneten Textes gedeutet.“
Die jeweils letzten Verse des zweiten Quartetts „In Fessel eingelegt uns Freyheit zu erlangen“ und des ersten Terzetts „Damit er was nicht frey / aus Band’ und Kärcker reisse“ hatten den Grund Jesu für seine freiwillige Ergebung in die Passion angegeben. Das Schlussterzett kann deshalb Jesus anreden:
Hilff / der du durch den Dinst das Dinsthauß umbgekehrt /
Der du gebunden auch dem Starcken hast gewehrt.
„Diensthaus“ ist in der Bibel für das 17. Jahrhundert durchgängig mit dem Auszug der Israeliten aus Ägypten verbunden, nach der Lutherbibel von 1545 im Buch Exodus „JCH bin der HERR / dein Gott / der ich dich aus Egyptenland / aus dem Diensthause gefürt habe“ und im Buch Deuteronomium „JCH bin der HERR dein Gott / der dich aus Egyptenland gefüret hat aus dem Diensthause“. Der Exodus beendete die Versklavung Israels im „Diensthaus“ Ägypten. Die Passion zerstört das „Diensthaus“ der Versklavung durch die Erbsünde. Christus kann – letzte Antithese des Gedichts – selbst „gebunden“ „dem Starcken“, dem Teufel wehren. Er hat die Macht, dem, der die Sünde überwindet, Glückseligkeit zu verleihen. Darum bittet die letzte Zeile:
Daß ich von Sünden frey / mich deines Dienst’s befleisse.

### Zum Ganzen
Das Gedicht verzichtet auf alle erzählerischen Momente wie den Judaskuss und den Angriff des Petrus auf Malchus. Nach Wolfram Mauser geht es darum, „den Widersinn des Gefangenseins vor Augen zu führen und damit zugleich den tieferen Sinn dieses Widersinns, der darin liegt, daß sich der König selbst zum Knecht macht“. Darum habe Gryphius vielleicht den Titel „Gefängnüß“ statt „Gefangennahme“ gewählt. Stilistisch-kompositorisch gesehen setze das Gedicht mit einem Gleichnis ein. Dessen paradoxer Kern werde über mehrere Stufen immer schärfer und epigrammatisch zugespitzter herausgearbeitet. Doch sei aus der paradoxen Zuspitzung nicht zu folgern, der Mensch finde hier zu antithetischen Formulierungen aufgrund eines „antithetischen Lebensgefühls“. Vom Stilmittel der Antithetik könne im 17. Jahrhundert nicht auf ein antithetisches Lebens- oder Weltgefühl geschlossen werden. Gryphius wolle nichts anderes als eine theologisch-heilsgeschichtliche, für alle Menschen verbindliche Aussage machen. Die antithetischen Stilfiguren kämen der Paradoxie Christi als Befreiers und Gefangenen, Dienstherrn und Dieners, Königs und Knechts entgegen. „Die Erkenntnis eines scheinbar paradoxen Prinzips der Heilslehre (Christus ist Befreier, Dienstherr und König) hat aber nichts mit dem zu tun, was später als ‚Lebensgefühl‘ bezeichnet wird.“
Ähnlich schreibt Thomas Vogel, die Festnahme Jesu werde „nicht im Sinne einer Paraphrase des Bibeltextes erzählt, sondern als heilsgeschichtliches Ereignis in den Mittelpunkt von Deutung und Gebet gestellt“.
Ganz anders Gryphius’ etwa gleichzeitige Ode „Deß HErren Gefängnüß“. Dort ist das Getsemani-Geschehen breit ausgemalt.

### Die Ode „Deß HErren Gefängnüß.“

#### O D E N, / Das Vierdte Buch
Obwohl zur Zeit der Lissaer Sonette entstanden, ist die Ode erst in der autorisierten Gesamtausgabe von 1657 überliefert, und zwar als sechste von neunzehn Oden eines Zyklus mit dem Titel
„ANDREAE GRYPHII / Thränen / über das Leiden / JEsu Christi. / Oder seiner / O D E N, / Das Vierdte Buch“.

Zu Gryphius’ Lebzeiten wurde der Zyklus in der Ausgabe letzter Hand von 1663 wiedergedruckt. Ein Neudruck (1964) der 1657er Fassung findet sich in der oben erwähnten, von Marian Szyrocki und Hugh Powell verantworteten Gesamtausgabe der deutschsprachigen Werke. Ihm sind die Texte der Vorrede und des Gedichts entnommen. In der Vorrede schreibt Gryphius:

„Was die Art zu schreiben belanget / ist selbige auff das schlechteste / vnd so viel möglich / an die Worte der heiligsten Geschichte gebunden / Denn weil ich hier nichts als die Andacht gesuchet / habe ich mich bekanter Melodien vnd der gemeinesten Weyse zu reden gebrauchen wollen.“

 Die Oden halten sich also eng an den Wortlaut der Heiligen Schrift und sind gängigen Melodien des protestantischen Liedgebrauchs angepasst. Gryphius entwickelt in der Vorrede weiter eine Poetik des geistlichen Liedes. „Gegen jeden radikal-orthodoxen poetischen Ikonoklasmus“ behauptet er die Gottgewolltheit der geistlichen Poesie und bietet dafür eine Fülle von Zeugen auf:

„Denn ich der Meynung gar nicht zugethan / die alle Blumen der Wolredenheit vnd Schmuck der Dichtkunst auß Gottes Kirche bannet / angesehen die Psalmen selbst nichts anders als Gedichte / derer etliche übermassen hoch vnd mit den schönesten Arten zu reden / die himmlischen Geheimnüß außdrucken. <...> Die aller trefflichsten Wolthaten deß Höchsten / werden von den Alten nicht so wol beschrieben als besungen / die heilige Schwester deß großen Gesetzgebers brauchet zugleich Paucke vnd Zunge / da der Tyrañ in dem roten Meer ertruncken / Moses selbst weiß diese wunderbare Errettung, nicht besser als auff solche Art heraußzustreichen / vnd seine letzte Weissagung bestehet in seinem letzten Gesang. Debora / Hanna / Judit sind mehr denn zuviel bekandt. <...> Was sag ich von der vnbefleckten Jungfrauen der heiligsten Mutter vnsers Erlösers / welche sich Gott ihres Heilandes auff diese weise freuet / denn daß man einwenden wil es könten solche Stellungen nicht alle verstehen / schleust so viel als nichts: Wolte ich wol sagen / daß das hohe Lied nicht heilig / weil ich es nicht verstehe? Daß die letzten Gesichter Ezechiels nicht vortreflich / weil sie mir zu dunckel! Das Hiob zu verwerffen / weil er voll schwerer Sprüche? das die heimliche Offenbarung / dessen / der Amen / den warhafftigẽ Zeugen gesehen / nichts nütze / weil bißher auch die Gelehrtesten Außleger daüber zu Kindern worden<?>“

#### Text
VI.
Deß HErren Gefängnüß
Auff die Melodie: Was mein Gott wil:
0010SChau Seele schau / deß Himmels Sonn

0000Wird hier bey Licht gefunden.

0000Deß Vaters Lust / der Engel Wonn

0000Die Freyheit wird gebunden /

0000Der Liebe Band / der Freundschafft Pfand /

0000Wird deß Verräthers Zeichen:

0000Der Friede lehrt / vnd Auffruhr stört /

0000Lässt Mördern sich vergleichen.

0020In dehm Er noch die Jünger weckt /

0000Ist sein Verräther kommen:

0000Der Ihn den Priestern schon entdeckt:

0000Vnd eylend angenommen /

0000Was Schwerdt vnd Muth / was Leib vnd Blut

0000Dem Kriege=Dienst verschworen:

0000Die bracht Er spät an diese Stät /

0000Die JEsus Ihm erkohren.

0030Deß Höchsten Sohn / der nun erkandt

0000Den Fortgang seiner Schmertzen /

0000Er gibt sich selbst der Sünder Hand /

0000Vnd fragt mit sanfftem Hertzen /

0000Wen suchet ihr? Sie sprachen: hier

0000Sol JEsus sein zufinden.

0000Ich bins / spricht Er: bald stürtzt ihr Heer

0000Vnd ihre Krafft muß schwinden.

0040Er fragt noch eins / sagt wen ihr sucht?

0000Sie schreyn: Den Nazarener.

0000Ich bins sprach Er: vnd gönnt die Flucht

0000Den seinen: Die Er schöner

0000Versichert macht / daß diese Nacht

0000Nicht einem ihrer allen

0000Ein einig Haar bey der Gefahr /

0000Sol von dem Haupt abfallen.

0050Alsbald bot Judas ihm den Kuß /

0000Wie vorhin überleget;

0000Ach! sprach Er / ach ist das der Gruß

0000Dehn man zugeben pfleget?

0000Must du zu Lohn / deß Menschen Sohn

0000Durch einen Kuß verrathen?

0000Drauff wird die Krafft / der Welt verhafft

0000O grimme Frevelthaten!

0060HErr / HErr / fragt Petrus / sol ich nicht

0000Jetzt Schwerdt vnd Leben wagen?

0000Vnd Malchus Ohr / weil er diß spricht /

0000Wird von ihm weggeschlagen.

0000Gib dich zu Ruh / schreyt der Ihm zu /

0000Der sich vor vns lässt binden /

0000Wer sich zum Schwerdt in vnfall kehrt /

0000Den wird der Schwerdt=Tod finden.

0070Stehts nicht bey mir daß ich vmb Schutz

0000Den Vater jetzt anspreche /

0000Daß Er der Feinde grimmen Trutz

0000Durch Tausend Engel breche?

0000Es ligt an mir / sonst würden hier

0000Zwölff Legionen stehen /

0000Doch nein. Die Schrifft / was mich betrifft

0000Sol richtig vor sich gehen.

0080Er rührt vnd heilt deß Priesters Knecht

0000Vnd sagt der Mörder Hauffen:

0000Wie kommt ihr jetzt ohn einig Recht /

0000Mit Wehr vnd Spiß gelauffen /

0000Gleich wie man sucht die mit der Flucht

0000Mord / Schuld vnd Laster decken /

0000Da ihr zuvor ins Tempels Thor

0000Die Hand nie dorfft außstrecken?

0090Ich lehrte täglich ohne Scheu /

0000Da war kein Schwerdt zu spüren:

0000Nun muß euch meiner Freund Vntreu

0000Vnd Finsternüß anführen.

0000Doch eure Stund / wie nunmehr kund

0000Ist dar / braucht sie zum tügen.

0000Sie führen Ihn / zu Caiphas hin /

0000Der Jünger Kräfft erliegen.

0100Ein Jeder fleucht vnd bebt vnd zagt!

0000Ein Jüngling nur bedecket

0000Mit schlechter Leinwand hats gewagt /

0000Vnd folgt ihm vnerschrecket:

0000Doch als die Schaar sein recht gewahr /

0000Ihn fasst vnd auff= wil fangen /

0000Bleibt sein Gewand in ihrer Hand /

0000Vnd Er ist Nackt entgangen.

0110Durch diese Bande sind wir frey

0000Von Sathans festen Stricken:

0000Itzt bricht der Hellen Netz entzwey /

0000Sie darff kein Garn mehr rücken.

0000Die Schmertz vnd welt verhafftet hält

0000In Sünd vnd Wollust=Keten:

0000Gibt JEsus loß / vnd heist vns bloß

0000Auß dem Gefängnüß treten.

#### Kommentar
Die Ode ist wie alle neunzehn des Zyklus dem Liedcharakter entsprechend in Strophen gegliedert. Die Melodie von „Was mein Gott wil“, hat Bach zu der Kantate Was mein Gott will, das g’scheh allzeit, BWV 111 gestaltet. Den erzählenden Strophen 2 bis 10 ist eine betrachtende, auf die Begebenheit vorbereitende Strophe vorangestellt, mit der Antithese „Freyheit“ – „gebunden“. Die Erzählung greift auf die Passionsberichte aller vier Evangelien zurück, wie folgt (nach der 2017er Revision der Lutherbibel):
- Strophe 2: (Mt 26,47-48 LUT) „Und als er noch redete, siehe, da kam Judas, einer von den Zwölfen, und mit ihm eine große Schar mit Schwertern und mit Stangen, von den Hohenpriestern und Ältesten des Volkes. Und der Verräter hatte ihnen ein Zeichen genannt und gesagt: Welchen ich küssen werde, der ist's; den ergreift.“ Matth.26, 47-48
- Strophe 3 bis 4: (Joh 18,4-9 LUT) „Da nun Jesus alles wusste, was ihm begegnen sollte, ging er hinaus und sprach zu ihnen: Wen sucht ihr? Sie antworteten ihm: Jesus von Nazareth. Er spricht zu ihnen: Ich bin's! Judas aber, der ihn verriet, stand auch bei ihnen. Als nun Jesus zu ihnen sprach: Ich bin's!, wichen sie zurück und fielen zu Boden. Da fragte er sie abermals: Wen sucht ihr? Sie aber sprachen: Jesus von Nazareth. Jesus antwortete: Ich habe euch gesagt: Ich bin's. Sucht ihr mich, so lasst diese gehen! Damit sollte das Wort erfüllt werden, das er gesagt hatte: Ich habe keinen von denen verloren, die du mir gegeben hast.“
- Strophe 5 bis 6: (Lk 22,47-49 LUT) „Als er aber noch redete, siehe, da kam eine Schar; und einer von den Zwölfen, der mit dem Namen Judas, ging vor ihnen her und nahte sich Jesus, um ihn zu küssen. Jesus aber sprach zu ihm: Judas, verrätst du den Menschensohn mit einem Kuss? Als aber, die um ihn waren, sahen, was geschehen würde, sprachen sie: Herr, sollen wir mit dem Schwert dreinschlagen?“
- Strophe 6: (Joh 18,10 LUT) „Nun hatte Simon Petrus ein Schwert und zog es und schlug nach dem Knecht des Hohenpriesters und hieb ihm sein rechtes Ohr ab. Und der Knecht hieß Malchus.“
- Strophe 6 bis 7 (Mt 26,52-54 LUT) „Da sprach Jesus zu ihm: Stecke dein Schwert an seinen Ort! Denn wer das Schwert nimmt, der wird durchs Schwert umkommen. Oder meinst du, ich könnte meinen Vater nicht bitten, und er würde mir sogleich mehr als zwölf Legionen Engel schicken? Wie würde dann aber die Schrift erfüllt, dass es so geschehen muss?“
- Strophe 8 bis 9: (Lk 22,51-53 LUT) „Da sprach Jesus: Lasst ab! Nicht weiter! Und er rührte sein Ohr an und heilte ihn. Jesus aber sprach zu den Hohenpriestern und Hauptleuten des Tempels und den Ältesten, die zu ihm hergekommen waren: Ihr seid wie gegen einen Räuber mit Schwertern und mit Stangen ausgezogen? Ich bin täglich bei euch im Tempel gewesen, und ihr habt nicht Hand an mich gelegt. Aber dies ist eure Stunde und die Macht der Finsternis.“
- Strophe 9 (Mt 26,57 LUT) „Die aber Jesus ergriffen hatten, führten ihn zu dem Hohenpriester Kaiphas, wo die Schriftgelehrten und die Ältesten sich versammelt hatten.“
- Strophe 10 (Mk 14,50-52 LUT) „Da verließen ihn alle und flohen. Und ein junger Mann folgte ihm nach, der war mit einem Leinengewand bekleidet auf der bloßen Haut; und sie griffen nach ihm. Er aber ließ das Gewand fahren und floh nackt.“

Gryphius will durch diese Kompilation einen vollständigen Handlungsablauf erreichen. Beschlossen wird die Ode wieder, wie begonnen, mit einer betrachtenden Strophe, die das gerade Berichtete aus gläubiger Perspektive deutet.
Insgesamt ist das „Vierdte Buch“ ein lyrisch-epischer Passionszyklus, der möglichst vollständig aus den Evangelien zusammengestellt ist, darüber hinaus aber „in den ein- und/oder ausleitenden Betrachtungs- oder Gebetsstrophen,  die entweder einen einzelnen Gläubigen oder auch die Gemeinde als Ansprechpartner oder Redesubjekt aufweisen,  Auslegungscharakter bekommt – und so den lutherischen Umgang mit dem biblischen Text reformuliert“.